# Çatalhöyük
Çatalhöyük (törökül „villa-halom”; másképp: Çatal Höyük, Çatal Hüyük, Çatalhüyük) egy híres, Kr. e. 7. évezredből származó újkőkorszaki település Törökországban, a Konya-síkság búzamezői közt, Konya várostól délkeletre, mely most régészeti lelőhely. A levantei térség ún. PPNB régészeti kultúrájával körülbelül egy időben létezett. A régészek eddig 14 réteget tártak fel, amelyek összesen elérik a mintegy 15 méteres vastagságot.

## A település méretei, szerkezete

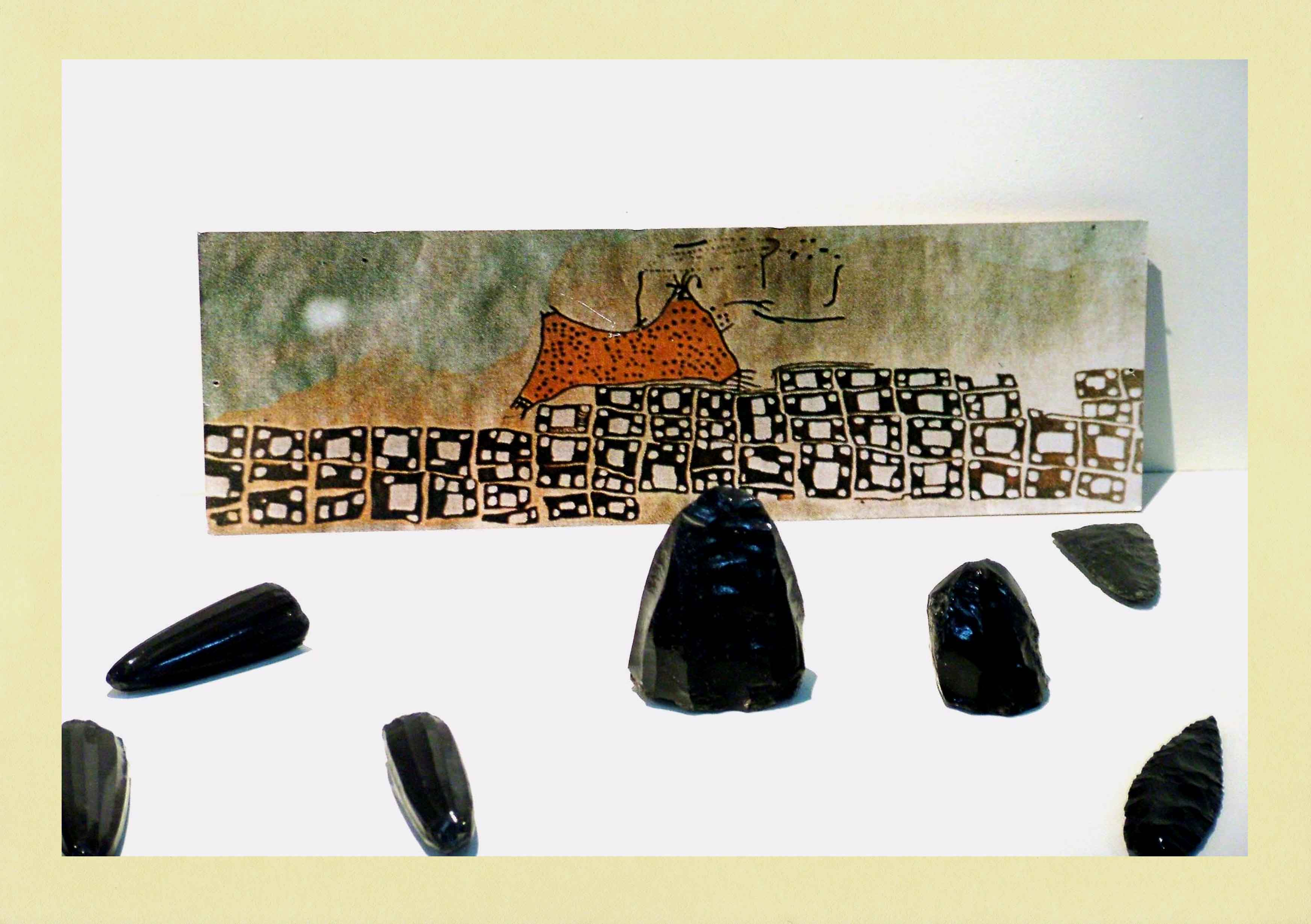
Catal Hüyük: A híres városalaprajz, háttérben a Hasan Dag vulkán, előtérben obszidián magkövek

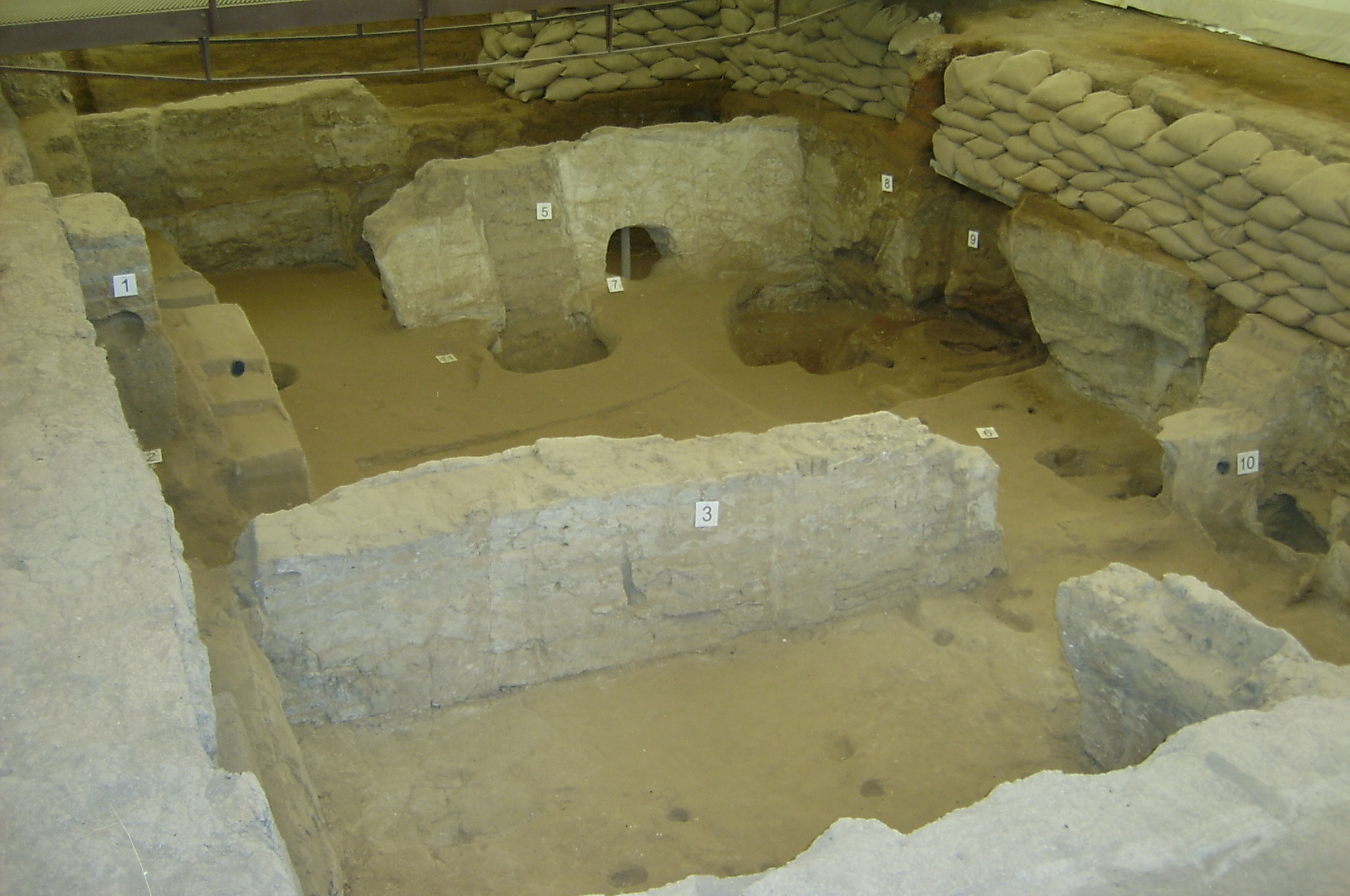
Çatal Hüyük feltárási munkálatai

A település a Kr. e. 6800 – Kr. e. 6300 közötti időszakban élte virágkorát. Kr. e. 5700-5500 körül elnéptelenedett. Fénykorában mintegy 1000, átlagosan 25 m² alapterületű ház adott otthont körülbelül 5000 lakosának. Alapterülete körülbelül 12 hektáros volt, ami más korabeli lelőhelyekhez képest óriásinak minősül, azonban a népes lakosság körében meglévő társadalmi hierarchia, a városi lét egyik kritériuma nyomaira nem sikerült rábukkanni, és még a településszerkezet sem utal különbségekre, ezért nem nevezhető városnak. Városfalat sem sikerült eddig feltárni.
A házak egymáshoz tapasztva, gyakran közös falakkal épültek. Sokuk emeletes volt, és a tetőn keresztül lehetett bejutni a kicsiny, nagy valószínűséggel egyetlen családnak otthont adó lakótérbe.

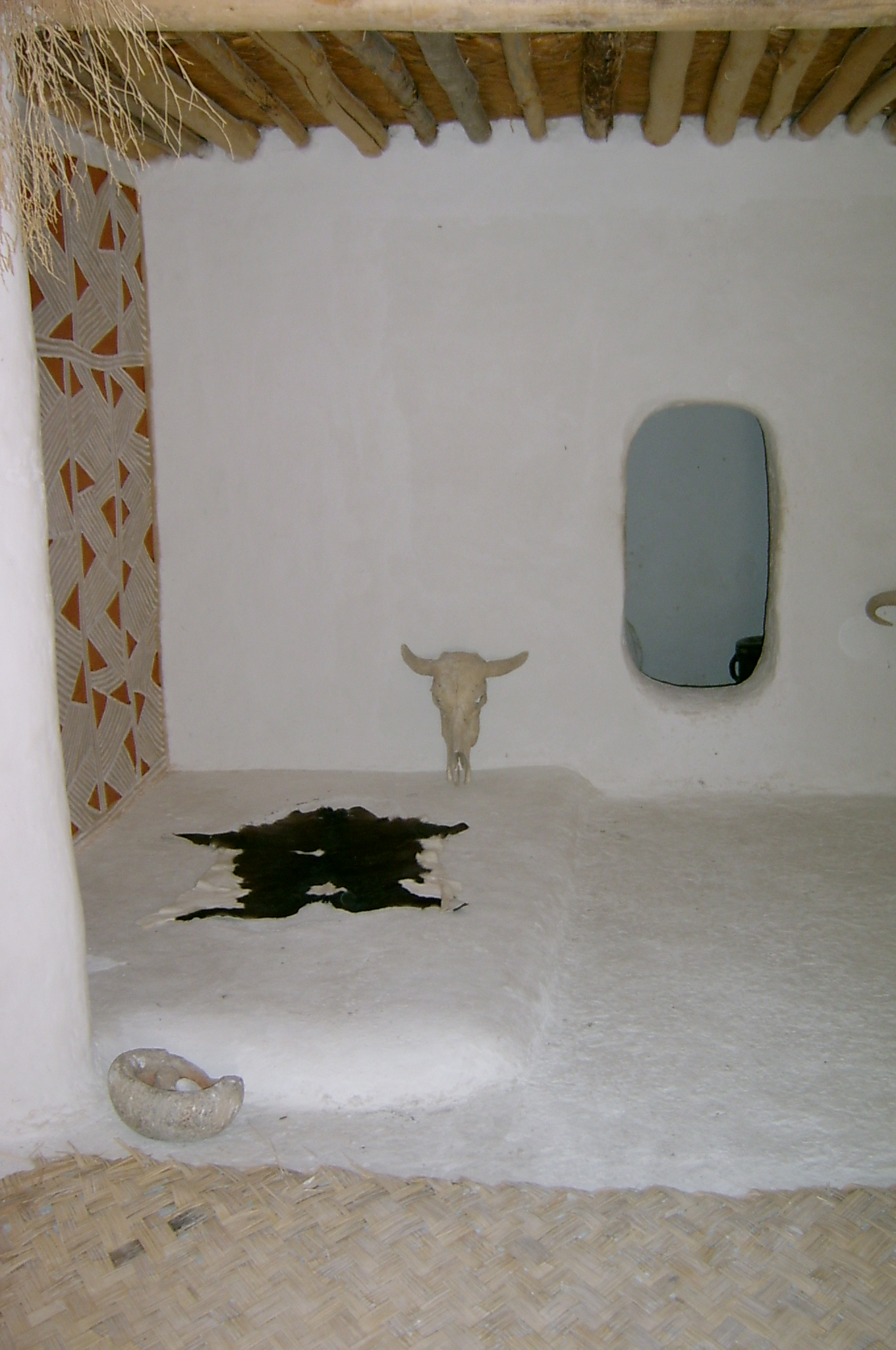
Így nézhetett ki egy ház belseje Çatal Hüyükben

## Mezőgazdaság
A település lakói már foglalkoztak mezőgazdasággal. A kutyát és a szarvasmarhát már háziasították, de a vadászat állandóan jelen volt a közösség élelem- és bőrellátásában. Szarvasra, vaddisznóra, onagerre és ragadozókra (medvére és párducra) is vadásztak.
Çatal Hüyük lakói a földművelésben is jártasak voltak, fő terményük az alakor- és a tönkebúza, illetve a csupasz hatsoros árpa volt. Öntözésre utaló növényi maradványok is előkerültek, de hogy ez a tevékenység mennyire játszott jelentős szerepet a hatalmas falu esetében, az nem eldönthető.

## Tárgyi leletek

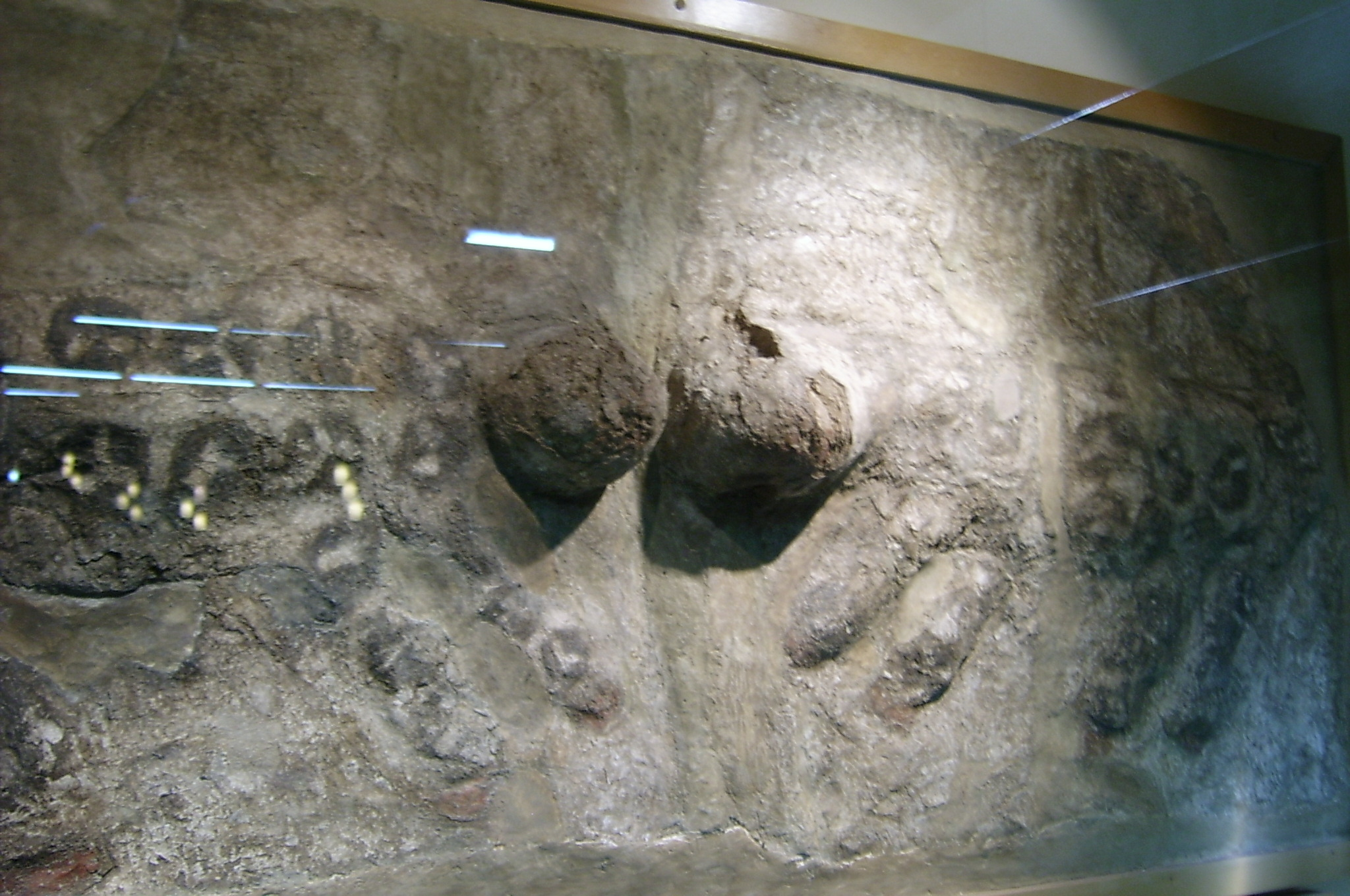
Festett párducreliefek

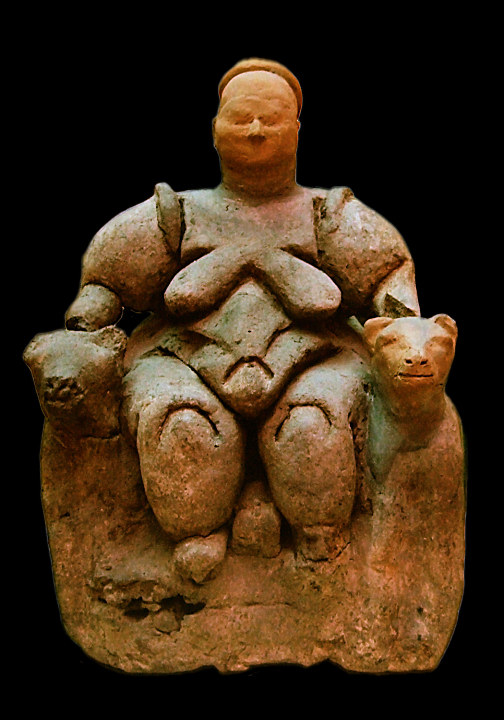
Termékenység-istennő Çatal Hüyükről

Çatal Hüyükben meglehetősen alacsony szintre jutott a fazekasság, az edények többsége különféle puhafákból, például fenyőből készült. A pattintott kőeszközök alapanyagául szolgáló obszidiánt Észak-Anatóliából, a kovát pedig Szíriából szerezték. Fémmegmunkálásra is akad néhány példa, bár a különféle dísztárgyak, ékszerek alapanyagául szolgáló rezet és ólmot ekkoriban még aligha olvasztották.
Kisebb szobrocskákat is találtak a régészek, amelyek zömmel termékenységi jeleneteket (például szülő nőt) vagy állatalakokat ábrázolnak. Ez utóbbiakat valószínűleg vadászrituálékon is használták, mivel a kutatók több szúrásnyomot fedeztek fel rajtuk. A szobrokat és domborműveket néha ki is festették, sőt többszöri átfestésre is van példa. Sokuk a Levantéban is ismert nádvázas-agyaghabarcsos módszerrel készült. A plasztikák ember- és állatalakokat (bika- és kosfejeket, párducokat), valamint számos női mellet ábrázoltak. Ez utóbbiakba különféle állatok fogait és állkapcsait foglalták, és csoportokban rendezték el a falon. Egyes emberábrázolásokon szándékos csonkításra utaló jelek láthatóak az arcrészen és a végtagoknál, ami nyilván valamiféle áldozati szertartásra utal. Geometrikus mintázatú pecsételők is fennmaradtak a helyi ásatási anyagban, azonban ezek valószínűleg csak díszítő szerepűek voltak, és nem a tulajdonviszonyokról árulkodnak.

## Szentélyek

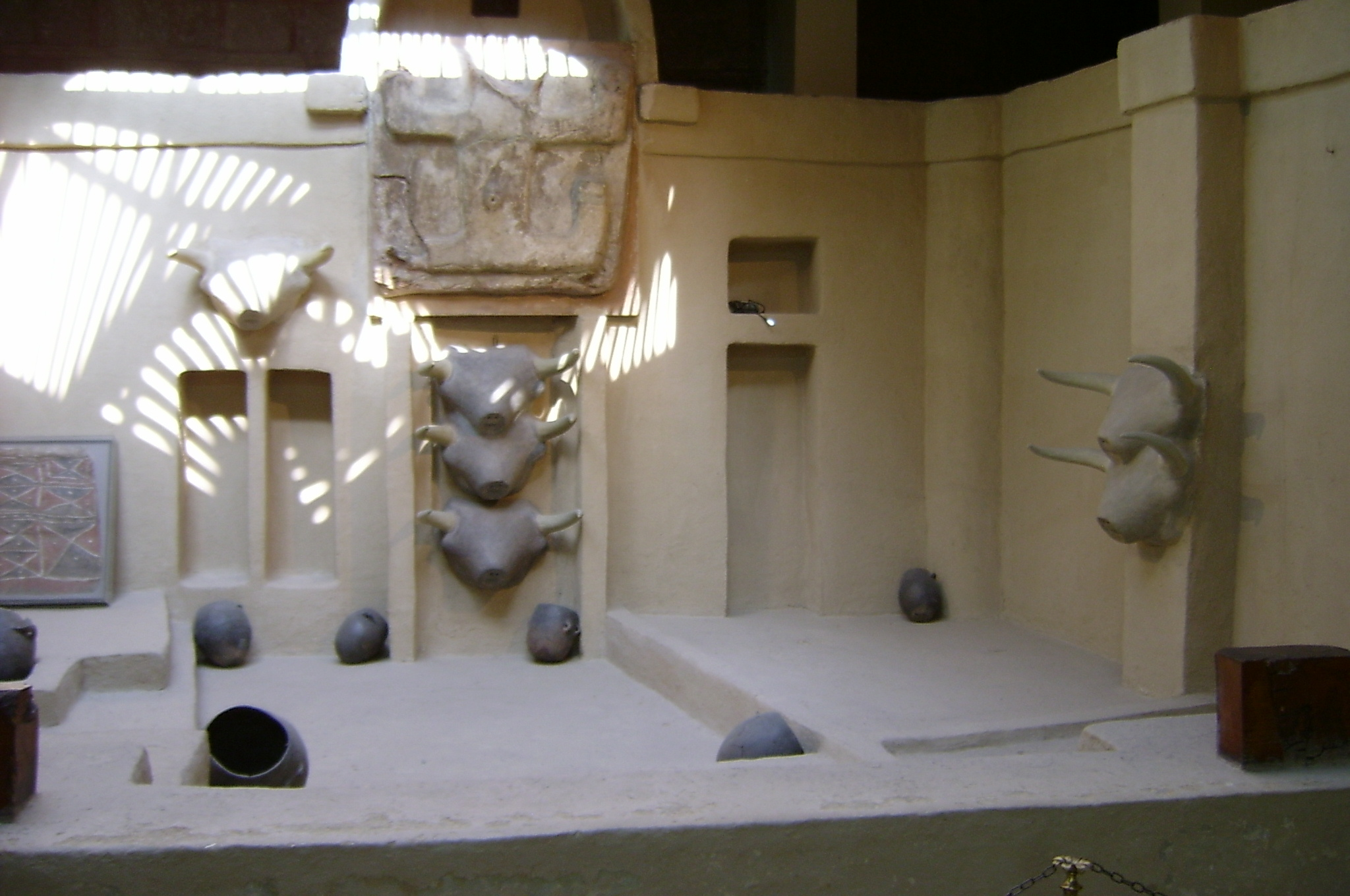
A település egyik rekonstruált szentélye az Anatóliai Civilizációk Múzeumában (Ankara)

A lelőhely egyik különlegessége, hogy egyes házakról szinte biztosan kijelenthető: szentélyek voltak. Ezeket kuriózumnak számító falfestményekkel díszítették, amiket finom ecsettel készítették el, festékanyagul különböző helyi ásványokat (cinóber, okker, malachit, mangán stb.) használva. A festmények emberi kezeket, állatokat, vadászjeleneteket ábrázolnak, de vannak köztük halottakat bemutató és nonfiguratív alkotások is. Festményeket a házak mintegy harmadában találtak, ami rendkívüli mennyiség, ha valóban szentélyekről van szó. Az őrizte meg ezeket az utókor számára, hogy a lakók bevakolták őket. A rendszeres – valószínűleg évente végrehajtott – vakolás okai ismeretlenek.

## Temetkezés, halottak

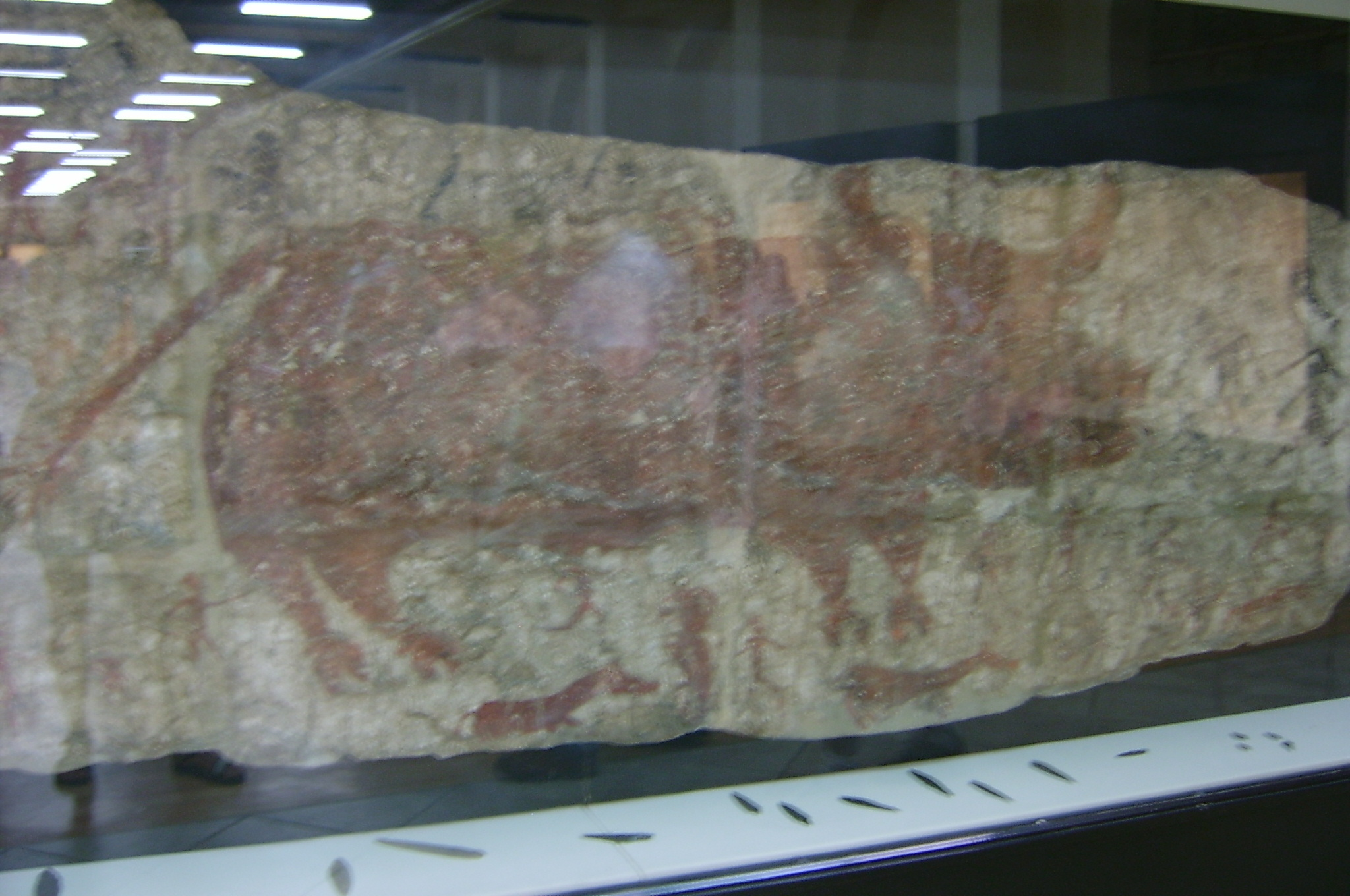
Egy óriási bikát ábrázoló falfestmény

Çatal Hüyük lakói halottaikat a lakótér alá temették, bár a csontok elrendezése és festésük több esetben arra utal, hogy ez csak egy későbbi fázisa volt a szertartásnak. A legtöbb csontvázat zsugorított helyzetben, bal oldalon fekve találták a régészek. Néhol a lakóépületen belül emberi koponyákat helyeztek el, olykor kagylókkal helyettesítve a szemeiket. A sírmellékletek ritkák: mindkét nem halottai kaptak ételáldozatot, a férfiak mellett többnyire fegyvereket és pecsételőket, a nőknél viszont inkább ékszereket, obszidiántükröket és kozmetikumkészítő palettákat helyeztek el.
A csontvázak sok esetben tanúskodnak végtagtörésről vagy valamilyen maláriával kapcsolatos betegségről, de ettől eltekintve a helyiek alapvetően egészségesek voltak. A kb. 170 centiméter magas férfiak 34, a 158 centiméteres nők pedig átlagosan 30 éves korukban hunytak el.

## Feltárás
A lelőhelyet az 1950-es években fedezték fel, de feltárását csak 1961-1965 között kezdte meg a James Mellaart vezette régészcsoport. 1993 óta Ian Hodder vezetésével ismét nemzetközi ásatások folynak Çatal Hüyükben. A leletekből állandó kiállítás látható Ankara városában, az Anatóliai Civilizációk Múzeumában és a Konyai Régészeti Múzeumban. A helyszín egész évben látogatható, de a látogatóközpontban csak a leletek másolatai tekinthetők meg.